# Chad Hundeby
Chad Hundeby (1971 – Tustin, 12 giugno 2021) è stato un nuotatore statunitense, specializzato nel nuoto di fondo.

## Carriera
Nuotatore specializzato nei 5 km e nei 25 km, fu il primo vincitore della storia della gara dei 25 km ai campionati mondiali.
Hundeby è morto nel 2021, a 50 anni, per un infarto.

## Palmarès
- Mondiali

Perth 1991: oro nei 25 km.